# Kanton Nantes-3

Lage des Kantons Nantes-3 innerhalb der Stadt Nantes

Der Kanton Nantes-3 (bretonisch Kanton Naoned-3) ist seit 1790 ein französischer Wahlkreis im Arrondissement Nantes, im Département Loire-Atlantique und in der Region Pays de la Loire.

## Geschichte
Der Kanton entstand 1790. Durch Aufteilung der Stadt Nantes in weitere Kantone verkleinerte sich sein Gebiet stetig. In seiner heutigen Form entstand er bei der Neueinteilung der französischen Kantone im Jahr 2015.

## Lage
Der Kanton liegt im Zentrum des Départements Loire-Atlantique.
Der Kanton Nantes-3 umfasst Viertel im Süden der Stadt Nantes; genauer die Quartiere Delorme, Île Beaulieu, Les Bourdonnières und Prairie Aux Ducs.
Der alte Kanton Nantes-3 besaß vor 2015 den INSEE-Code 4422.

## Politik
Im 1. Wahlgang am 22. März 2015 erreichte keines der sechs Wahlpaare die absolute Mehrheit. Bei der Stichwahl am 29. März 2015 gewann das Gespann Alain Robert/Fanny Sallé (beide PS) gegen Louisa Amrouche/Patrice Bolo (beide Union de la Droite) mit einem Stimmenanteil von 59,89 % (Wahlbeteiligung:44,46 %).
| Vertreter im conseil général des Départements | Vertreter im conseil général des Départements | Vertreter im conseil général des Départements |
| Amtszeit                                      | Name                                          | Partei                                        |
| --------------------------------------------- | --------------------------------------------- | --------------------------------------------- |
| 2015–                                         | Alain Robert Fanny Sallé                      | PS                                            |